# Autoroute A 83
Die Autoroute A 83, auch als Autoroute des Estuaires bezeichnet, ist eine französische Autobahn mit Beginn am Boulevard Périphérique von Nantes, sie endet in Niort. Ein Teil dieser Autobahn war früher als A 801 nummeriert. Die Länge der Autobahn beträgt heute 150 km.

## Geschichte
- ?. ? 1985: Eröffnung Nantes – Les Sorinières-sud (N 844 – Abfahrt 2) (1. Fahrbahn)
- 20. Dezember 1991: Eröffnung Les Sorinières-sud – Boufféré (Abfahrt 2 – 4)
- 28. Oktober 1994: Eröffnung Boufféré – Petosse (Abfahrt 4 – fin provisoire)
- ?. ? 1995: Eröffnung Nantes – Les Sorinières-sud (N 844 – Abfahrt 2) (2. Fahrbahn)
- 21. März 1997: Eröffnung Petosse – Oulmes (fin provisoire – Abfahrt 9)
- 21. Juni 2001: Eröffnung Oulmes – La Crèche (Abfahrt 9 – A 10)
- 20. April 2009: Eröffnung der Abfahrt de Fontenay-le-Comte-ouest (Abfahrt 7.1)

## Großstädte an der Autobahn
- Nantes
- Niort